# Reimoserius
Reimoserius is een geslacht van hooiwagens uit de familie Cosmetidae.
De wetenschappelijke naam Reimoserius is voor het eerst geldig gepubliceerd door Roewer in 1947.
In oudere schema's kan het geslacht worden toegewezen aan onderfamilie Cosmetinae, maar in moderne studies is het zonder plaatsing.

## Soorten
Het geslacht Reimoserius omvat de volgende 2 soorten:
- Reimoserius albipictus
- Reimoserius reimoseri